# Linnaemya linguicerca
Linnaemya linguicerca är en tvåvingeart som beskrevs av Chao och Shi 1980. Linnaemya linguicerca ingår i släktet Linnaemya och familjen parasitflugor. Inga underarter finns listade i Catalogue of Life.